# Thời gian sống trung bình (vật lý)
Thời gian sống hay thời gian sống trung bình là khái niệm để chỉ thời gian mà hạt có thể tồn tại trong tự nhiên. Các hạt khác nhau có thời gian sống trung bình khác nhau, khối lượng của hạt càng nhỏ thì thời gian sống của hạt đó càng dài.
Trong số các hạt sơ cấp, chỉ có bốn hạt không phân rã thành các hạt khác, gọi là các hạt bền (gồm có electron, photon, neutrino và đặc biệt có proton). Notron là một ngoại lệ, có thời gian sống dài. Tất cả các hạt còn lại là các hạt không bền và phân rã thành các hạt khác trong khoảng từ 10−25s đến 10−6s.
Bảng thời gian sống của một số hạt:
| Tên hạt                       | Ký hiệu | Khối lượng (MeV/c2) | Thời gian sống |
| ----------------------------- | ------- | ------------------- | -------------- |
| electron/ positron            | e-/ e+  | 0,511               | > 4,6*1026 năm |
| muon/ antimuon                | μ-/ μ+  | 105,6               | 2,2*10−6 giây  |
| Tauon/ antitauon              | τ-/ τ+  | 1777                | 291*10−15 giây |
| Pion trung tính               | π0      | 135                 | 8,4*10−17 giây |
| Pion dương tính/ Pion âm tính | π+, π+  | 139,6               | 2,6*10−8 giây  |
| Proton/ antiproton            | p+, p-  | 938,2               | >1029 năm      |
| Notron/ antinotron            | n/ -n   | 939,6               | 885,7 giây     |
| W boson                       | W+/ W-  | 80400               | 10−25 giây     |
| Z boson                       | Z0      | 91000               | 10−25 giây     |